# Gradska groblja Zagreb
Gradska groblja Zagreb jedna su od 12 podružnica Zagrebačkog holdinga. Gradska groblja Zagreb imaju nadležnost nad 28 groblja od čega je 25 aktivno (redovni ukopi) i 3 neaktivna (zatvorena za daljnje ukope) groblja.
Članica su Udruge značajnih groblja u Europi (ASCE, The Association of Significant Cemeteries in Europe), europske mreže koja se sastoji od javnih i privatnih organizacija koje se brinu za groblja koja se smatraju povijesnim ili umjetničkim značajem.

## Groblja
Aktivna groblja su: Mirogoj, Miroševac, Gaj urni, Markovo polje, Stenjevec, Gornje Vrapče, Remete, Markuševec, Brezovica, Kupinečki Kraljevec, Šestine, Gračani, Resnik, Jakuševec, Odra, Sveta Klara, Lučko, Čučerje, Granešina, Cerje, Glavnica Donja, Kašina, Moravče, Vugrovec Donji, Planina Donja.
Neaktivna groblja su: Staro Sesvetsko (Sesvete), Bolničko groblje (Vrapče) i Starokatoličko (Stenjevec).

## Djelatnost
U skladu s upisom u sudski registar kod Trgovačkog suda u Zagrebu od 3. srpnja 2007. godine Podružnica „Gradska groblja” djeluje u sklopu tvrtke Zagrebački holding d.o.o. i registrirana je za obavljanje osnovne djelatnosti koja obuhvaća održavanje groblja i Krematorija, te obavljanje pogrebnih poslova i poslova ukopa.
Pored navedene osnovne djelatnosti, Podružnica obavlja i druge djelatnosti kao što su rezanje, oblikovanje i obrada kamena, ugradnja elemenata od kamena, te ostale klesarske radove vezano uz uređenje grobnog prostora u vidu nadgrobnih uređaja, grobnica, kazeta za urne i drugo, i to na svim grobljima pod upravom Podružnice.

## Upravitelji
Od 6. listopada 1952. Narodni odbor grada Zagreba ima zasebno komunalno-zdravstvenu ustanovu pod nazivom „Gradska groblja u Zagrebu” koja upravlja i vodi groblja Mirogoj i Miroševac i od tada se imenuju upravitelji, direktori odnosno voditelji Gradskih groblja.
1. Josip Mirt (1.9.1952. – 1962.)
2. Stjepan Bartolić (1962. – 31.5.1989.)
3. Ivan Bucić, ing. poljoprivrede (1.6.1989. – 23.5.1992.)
4. Gabrijela Đakulović, dipl. pravnik (4.6.1992. – 31.1.1993.)
5. Ivan Burić (1.2.1993. – 2.12.1996)
6. Josip Reljić, dipl. politolog (3.12.1996. – 19.12.2001.)
7. Darko Borovina (20.12.2001. – 17.12.2003.)
8. Martina Kollenz, dipl. ing. agronomije (18.12.2003. – 31.3.2004.)
9. Ljerka Ćosić, prof. (1.4.2004. – 31.12.2018.)
10. Patrik Šegota, mag. ec. (1.1.2019. – danas)